# Sutyna obscurus
Sutyna obscurus är en fjärilsart som beskrevs av Smith 1900. Sutyna obscurus ingår i släktet Sutyna och familjen nattflyn. Inga underarter finns listade i Catalogue of Life.